# Brazda (Tchoutcher Sandevo)
Pour les articles homonymes, voir Brazda.
 (décembre 2017).
Brazda (en macédonien Бразда) est un village situé à Tchoutcher Sandevo, au nord de la Macédoine du Nord. Le village comptait 480 habitants en 2002. Il se trouve au pied du massif de la Skopska Crna Gora.

## Démographie
Lors du recensement de 2002, le village comptait :
- Macédoniens : 470
- Serbes : 5
- Autres : 5